# Liste des écrivains yiddish

## Écrivains yiddish célèbres
- Zelik Akselrod (1904-1941)
- Cholem Aleikhem (1859-1916)
- Zalman Anokhi (1878-1947)
- Shalom Anski (1863-1920)
- Sholem Asch (1880-1957)
- Benny Barbash (1951)
- Mordechaï Ben-Ami (1854-1932)
- David Bergelson (1884-1952)
- Rachmil Bryks (1912-1974)
- Itzik Fefer (1900-1952)
- Shloyme Frank (1902-1966)
- David Frischmann (1859-1922)
- Jacob Glatstein (1896-1971)
- Ezra Goldin (1868-1915)
- Abraham Goldfaden (1840-1908)
- Alexander Harkavy (1863-1939)
- Ka-Tzetnik 135633 (1909-2001)
- Ytshak Katzenelson (1886-1944)
- Rachel Korn (1898-1982)
- Arn Kouchnirov (1890-1949)
- Élie Lévita (1469-1549)
- Jacques Lipshitz (1891-1973)
- Urke Nakhalnik (1897-1939)
- Aaron Nissenson (1898-1964)
- Joseph Opatoshu (en) (1886-1954)
- Isaac Leib Peretz (1852-1915)
- Chaïm Potok (1929-2002)
- Leïb Rochman (1918-1978)
- Chava Rosenfarb (1923-2011)
- Shmuel Rosin (1892-1941)
- Mendele Moïkher Sforim (1836-1917)
- David Yeshayahu Silberbusch (1854-1936)
- Isaac Bashevis Singer (1904-1991)
- Israel Joshua Singer (1893-1944)
- Mordechai Strigler (en) (1921-1998)
- Avrom Sutzkever (1913-2010)
- Agata Tuszyńska (1957)
- Oser Warszawski (1898-1944)
- Elie Wiesel (1928-2016)
- Israel Zangwill (1854-1926)

## Instituts d'enseignement et bibliothèques
- Maison de la culture yiddish – Bibliothèque Medem de Paris